# Сторчак Іван Васильович
Іва́н Васи́льович Сторча́к (11 січня 1996, с. Криволука Чортківського району Тернопільської області — 12 серпня 2017, с. Водяне Волноваського району Донецької області) — український військовик, солдат Збройних сил України, учасник російсько-української війни.

## Життєпис
Іван Сторчак народився 1996 року в селі Криволука на Тернопільщині. Виріс у багатодітній родині. Вчився в початковій школі рідного села, потім — у загальноосвітній школі в сусідній Палашівці. По закінченні школи продовжив навчання у Бучацькому профтехучилищі, де здобув спеціальність будівельника.
Навесні 2016 року призваний на строкову військову службу. В лютому 2017 підписав контракт, і після підготовки у навчальному центрі відбув до зони проведення антитерористичної операції.
Солдат, навідник кулеметного взводу 3-ї мотопіхотної роти 59-ї окремої мотопіхотної бригади.
Загинув 12 серпня 2017 року, у другій половині дня, від кулі снайпера під час бою з російськими терористами, які відкрили вогонь з гранатометів та великокаліберних кулеметів по українських укріпленнях неподалік с. Водяне Донецької області, на Приморському напрямку.
16 серпня 2017 року у Катедральному соборі верховних апостолів Петра і Павла у місті Чорткові відбулась панахида за загиблим воїном Іваном Сторчаком. У рідному селі в останню путь його проводжали рідні та односельці. Похований у селі Криволука Чортківського району Тернопільської області.
Батько помер, залишились мати, дві сестри і троє братів.

## Нагороди
- Указом Президента України № 363/2017 від 14 листопада 2017 року, «за особисту мужність і самовіддані дії, виявлені у захисті державного суверенітету та територіальної цілісності України, зразкове виконання військового обов’язку», нагороджений орденом «За мужність» III ступеня (посмертно)[3].
- почесний громадянин Тернопільської області (21 грудня 2022, посмертно)[4].

## Вшанування пам'яті
21 вересня 2018 року на фасаді Криволуцької загальноосвітньої школи I ступеня відкрили пам'ятну дошку Іванові Сторчаку.